# آریل ۵
آریل ۵ (به انگلیسی: Ariel 5) یک تلسکوپ فضایی مشترک میان انگلیس و آمریکا بود که به مشاهده آسمان با کمک دریافت اشعه ایکس اختصاص داشت. این تلسکوپ در ۱۵ اکتبر ۱۹۷۴ از سکوی سان مارکو در اقیانوس هند پرتاب شد و تا سال ۱۹۸۰ مشغول به فعالیت بود. این ماهواره، ماهواره یکی مانده به آخر در برنامه فضایی آریل بود. 